# Lea Melandri
Lea Melandri, all'anagrafe Maddalena Melandri (Fusignano, 4 marzo 1941), è una giornalista, attivista e saggista italiana.
Dagli anni settanta è stata un'attivista del movimento delle donne italiano, scrivendo vari libri al riguardo. Ha diretto dal 1971 al 1978 la rivista L'erba voglio e dal 1987 al 1997 la rivista Lapis. Percorsi della riflessione femminile. Ha anche curato rubriche di vari giornali italiani, come Ragazza In, Noi donne, Extra Manifesto, L'Unità e Carnet.

## Biografia
Nata a Fusignano in una famiglia contadina, dopo gli studi liceali vince il concorso di ammissione alla Scuola Normale Superiore di Pisa, che poi decide di abbandonare; nel 1967 dopo la laurea in Lettere all'Università di Bologna, si trasferisce a Milano.

Ha insegnato in vari ordini di scuole e nei corsi per adulti. È stata redattrice, insieme allo psicanalista Elvio Fachinelli, della rivista L'erba voglio (1971-1978), di cui ha curato l'antologia: L'erba voglio. Il desiderio dissidente, Baldini & Castoldi, 1998.
Ha preso parte attiva al movimento delle donne negli anni settanta e di questa ricerca sulla problematica dei sessi, che continua fino ad oggi, sono testimonianza le pubblicazioni: L'infamia originaria, edizioni L'erba voglio 1977 (Manifestolibri 1997); Come nasce il sogno d'amore, Rizzoli 1988 (ristampato da Bollati Boringhieri, 2002); Lo strabismo della memoria, La Tartaruga edizioni 1991; La mappa del cuore, Rubbettino 1992; Migliaia di foglietti, Moby Dick 1996; Una visceralità indicibile. La pratica dell'inconscio nel movimento delle donne degli anni Settanta, Fondazione Badaracco, Franco Angeli editore 2000; Le passioni del corpo. La vicenda dei sessi tra origine e storia, Bollati Boringhieri 2001; Preistorie. Di cronaca e d'altro', Filema 2004, cura e postfazione di: Manuela Fraire e Rossana Rossanda; La perdita, Bollati Boringhieri 2008; Amore e violenza. Il fattore molesto della civiltà, Bollati Boringhieri, 2011.
Ha tenuto rubriche di posta su diversi giornali: Ragazza In, Noi donne, Extra Manifesto, L'Unità. Collaboratrice della rivista Carnet e di altre testate, ha diretto, dal 1987 al 1997, la rivista Lapis. Percorsi della riflessione femminile, di cui ha curato, insieme ad altre, l'antologia Lapis. Sezione aurea di una rivista, Manifestolibri, 1998.  Attualmente tiene corsi presso l'Associazione per una Libera Università delle Donne di Milano, di cui dal 2011 è presidente e di cui è stata promotrice fin dal 1987. Il 2 ottobre 2011 è stata eletta Presidente.

## Onorificenze
Nel novembre 2012 il Comune di Milano, su proposta di Anita Sonego, le ha attribuito l'Ambrogino d'oro con la seguente motivazione:

## Opere
- L'infamia originaria, Milano, L'erba voglio, 1977; 2ª ed., Roma, Manifestolibri, 1997
- Lo strabismo della memoria, Milano, La Tartaruga, 1991
- La mappa del cuore, Soveria Mannelli (CZ), Rubbettino, 1992
- Migliaia di foglietti. Mineralogia del mondo interno, Moby Dick, 1996
- L'erba voglio. Il desiderio dissidente, a cura di Lea Melandri, Milano, Baldini & Castoldi, 1998
- Una visceralità indicibile. La pratica dell'inconscio nel movimento delle donne degli anni Settanta, Fondazione Badaracco, Milano, Franco Angeli, 2000
- Le passioni del corpo. La vicenda dei sessi tra origine e storia, Torino, Bollati Boringhieri, 2001
- Come nasce il sogno d'amore,  Torino, Bollati Boringhieri, 2002
- Preistorie. Di cronaca e d'altro, Filema, 2004
- Il legame insospettabile tra amore e violenza, con Stefano Ciccone, Effigi, 2008
- Amore e violenza. Il fattore molesto della civiltà, Torino, Bollati Boringhieri, 2011 (nuova edizione nel 2024)
- L'attualità inattuale di Elvio Fachinelli, a cura di Lea Melandri, Milano, IPOC, 2014
- Alfabeto d'origine, Neri Pozza, 2017
- Gli avvolgimenti del tempo : tra pandemie, guerre, sessismo e devastazione ambientale / Lea Melandri, Barcellona Pozzo di Gotto (ME), Smasher, 2022
- La vita impresentabile : femminismo e corpo teatro, un dialogo di Antonio Attisani, Lea Melandri, Napoli, Cronopio, 2024
- Dietro la cattedra, sotto il banco : il corpo a scuola di Lea Melandri, Cattive Maestre, Novate Milanese (MI), Prospero, 2024